# Bruck an der Leitha (district)
Het politieke district Bezirk Bruck an der Leitha in de Oostenrijkse deelstaat Neder-Oostenrijk grenst in het noorden aan Slowakije en in het oosten aan Burgenland. Het district bestaat uit een aantal gemeenten.

## Gemeenten en bijbehorende plaatsen
- Au am Leithaberge
- Bad Deutsch-Altenburg

Berg
- Bruck an der Leitha
  - Bruck an der Leitha, Wilfleinsdorf
- Ebergassing
  - Ebergassing, Wienerherberg
- Enzersdorf an der Fischa
  - Enzersdorf an der Fischa, Margarethen am Moos
- Fischamend
  - Fischamend-Dorf, Fischamend-Markt
- Göttlesbrunn-Arbesthal
  - Arbesthal, Göttlesbrunn
- Götzendorf an der Leitha
  - Götzendorf an der Leitha, Pischelsdorf
- Gramatneusiedl
- Hainburg an der Donau
- Haslau-Maria Ellend
  - Haslau an der Donau, Maria Ellend
- Himberg
  - Gutenhof, Himberg, Pellendorf, Velm
- Hof am Leithaberge
- Höflein
- Hundsheim
- Klein-Neusiedl
- Lanzendorf
- Leopoldsdorf
- Mannersdorf am Leithagebirge
  - Mannersdorf am Leithagebirge, Wasenbruck, Sandberg
- Maria-Lanzendorf
- Moosbrunn
- Petronell-Carnuntum
- Prellenkirchen
  - Deutsch-Haslau, Prellenkirchen, Schönabrunn
- Rauchenwarth
- Rohrau
  - Gerhaus, Hollern, Pachfurth, Rohrau
- Scharndorf
  - Regelsbrunn, Scharndorf, Wildungsmauer
- Schwadorf
- Schwechat
  - Kledering, Mannswörth, Rannersdorf, Schwechat
- Sommerein
- Trautmannsdorf an der Leitha
  - Gallbrunn, Sarasdorf, Stixneusiedl, Trautmannsdorf an der Leitha
- Wolfsthal
- Zwölfaxing